# Mantoida maya
Mantoida maya es una especie de mantis de la familia Mantoididae.

## Distribución geográfica
Se encuentra en Venezuela.